# جرالد دارل
جرالد «جری» مالکوم دارِل (انگلیسی: Gerald "Gerry" Malcolm Durrell؛ ۷ ژانویهٔ ۱۹۲۵ – ۳۰ ژانویهٔ ۱۹۹۵) یک نویسنده اهل بریتانیا بود. 
خانواده من و بقیه حیوانات معروف‌ترین کتاب این نویسنده است که به فارسی هم ترجمه شده.